# Prowincja Temotu
Prowincja Temotu – jedna z 9 prowincji na Wyspach Salomona. Znajduje się na wyspach: Anuta, Fatutaka, Duff, Santa Cruz, Reef, Tikopia oraz Tinakula.

## Demografia
Liczba ludności w poszczególnych latach: 
| 1970  | 1976   | 1986   | 1999   | 2009   | 2019   |
| ----- | ------ | ------ | ------ | ------ | ------ |
| 9 078 | 10 945 | 14 781 | 18 912 | 21 362 | 22 132 |